# Hessenpoort
Hessenpoort és un barri amb una zona industrial a la ciutat de Zwolle, a la província d'Overijssel (Països Baixos).
Al nord-oest de Hessenpoort hi ha l'autopista A28. La via fèrria Zwolle-Meppel i la carretera provincial N758 entre Zwolle i Nieuwleusen travessen la zona industrial. Al mig de Hessenpoort es troba l'estació d'alta tensió de Hessenweg, que connecta en gran part la xarxa elèctrica del nord dels Països Baixos amb la resta del país.
A Hessenpoort hi ha diverses empreses grans, com DHL, Wehkamp, Zehner i un centre de distribució de Kuehne + Nagel. També hi ha un centre de jardineria Intratuin i un hotel de la cadena Van der Valk. El 2015 hi va obrir les portes Ikea després de molts anys d'espera per culpa de procediments jurídics d'una empresa immobiliària que també hi volia realitzar un projecte.